# Come pioggia in mare
Come pioggia in mare è un singolo degli Stadio, pubblicato dalla EMI Italiana nel 2009, estratto dall'album Diluvio universale (2009).

## Il brano
Disponibile in radio e per il download digitale dal 3 luglio 2009.

Il leader degli Stadio commenta: 

## Tracce
Gli autori del testo precedono i compositori della musica da cui sono separati con un trattino.
1. Come pioggia in mare – 3:48 (testo: Giacomo Esposito, Saverio Grandi – musica: Andrea Fornili)

## Formazione
- Gaetano Curreri - voce, cori
- Andrea Fornili - chitarre, tastiere, programmazione
- Roberto Drovandi - basso elettrico
- Giovanni Pezzoli - batteria